# Ecnomus homhilensis
Ecnomus homhilensis là một loài Trichoptera trong họ Ecnomidae. Loài này phân bố ở Afrotropisch en het vùng cổ bắc giới.